# Verwaltungsgemeinschaft Oberammergau
Die Verwaltungsgemeinschaft Oberammergau im oberbayerischen Landkreis Garmisch-Partenkirchen wurde im Zuge der Gemeindegebietsreform am 1. Mai 1978 gegründet. Ihr gehörten die Gemeinden Oberammergau, Ettal und Unterammergau an. Sitz der Verwaltungsgemeinschaft war Oberammergau. 
Mit Wirkung ab 1. Januar 1980 wurde die Gemeinde Oberammergau entlassen. Der Sitz der Verwaltungsgemeinschaft wurde nach Unterammergau verlegt und der Name in „Verwaltungsgemeinschaft Unterammergau“ geändert.